# Мали Липовец (Самобор)
Мали Липовец је насељено место у граду Самобор, Загребачка жупанија, Хрватска.

## Историја
До територијалне реорганизације у Хрватској био је у саставу старе загребачке приградске општине Самобор.

## Становништво
У попису становништва из 2011. године, Мали Липовец је имао 122 становника.
| Број становника према пописима | Број становника према пописима | Број становника према пописима | Број становника према пописима | Број становника према пописима | Број становника према пописима | Број становника према пописима | Број становника према пописима | Број становника према пописима | Број становника према пописима | Број становника према пописима | Број становника према пописима | Број становника према пописима | Број становника према пописима | Број становника према пописима | Број становника према пописима |
| ------------------------------ | ------------------------------ | ------------------------------ | ------------------------------ | ------------------------------ | ------------------------------ | ------------------------------ | ------------------------------ | ------------------------------ | ------------------------------ | ------------------------------ | ------------------------------ | ------------------------------ | ------------------------------ | ------------------------------ | ------------------------------ |
| 1857                           | 1869                           | 1880                           | 1890                           | 1900                           | 1910                           | 1921                           | 1931                           | 1948                           | 1953                           | 1961                           | 1971                           | 1981                           | 1991                           | 2001                           | 2011                           |
| 0                              | 0                              | 0                              | 115                            | 62                             | 124                            | 116                            | 135                            | 150                            | 128                            | 119                            | 118                            | 106                            | 105                            | 103                            | 122                            |

Напомена: Под овим називима се наводе насеља Мали Липовец и Велики Липовец од 1948. Од 1857. до 1880. исказивано је насеље Липовец. Подаци за то бивше насеље су исказани у насељу Велики Липовец. Насеље Мали Липовец 1890. и 1900. исказивано је под именом Горњи Липовец, а од 1910. до 1931. под именом Горњи Подвршки Липовец.